# Азимилк
Азимилк, также Озмилк, Адземилк, Аземилк — последний тирский царь второй половины IV века до н. э.
Азимилк происходил из местного царского рода. Он стал царём после подавления антиперсидского восстания против Артаксеркса III в 349 году до н. э. С началом Восточного похода Александра Македонского в 334 году до н. э. Азимилк, как и цари других финикийских городов, возглавил эскадру своего города в составе персидского флота. После начала осады Тира в 332 году до н. э. македонянами Азимилк вернулся в город. После взятия Тира македоняне учинили жестокую расправу над его жителями. Однако Азимилк сохранил формальный статус царя вплоть до 309/308 года до н. э.

## Биография
Азимилк родился до 370 года до н. э. Такое предположение связано с тем, что его сын, согласно Арриану, был достаточно взрослым в 333/332 году до н. э., чтобы участвовать в посольстве к Александру Македонскому.
Азимилк принадлежал к местному царскому роду и, по одной из версий, мог быть сыном Абдастарта II. Он получил власть над Тиром около 349 года до н. э. после Абдастарта II, который участвовал в неудачном восстании против царя царей империи Ахеменидов Артаксеркса III. По одной из версий, Азимилк стал царём после восстания бедных слоёв населения Тира и рабов. Ж. Элайи отмечает, что в историографии существуют предположения о воцарении Азимилка в 347 и 345 годах до н. э. Такие версии основаны на нумизматических находках (первые монеты Азимилка современные историки датируют 347 годом до н. э.) и дате окончательного подавления восстания в регионе (345 год до н. э.). Персы благоволили Азимилку и Тиру, так как видели в городе противовес менее лояльному Сидону. Нумизматические находки свидетельствуют об экономическом благополучии Тира в этот период.
С началом Восточного похода Александра Македонского в 334 году до н. э. Азимилк, как и цари других финикийских городов, возглавил эскадру своего города в составе персидского флота. В отличие от сухопутных сил, персидский флот успешно противостоял македонянам в первые годы вторжения.

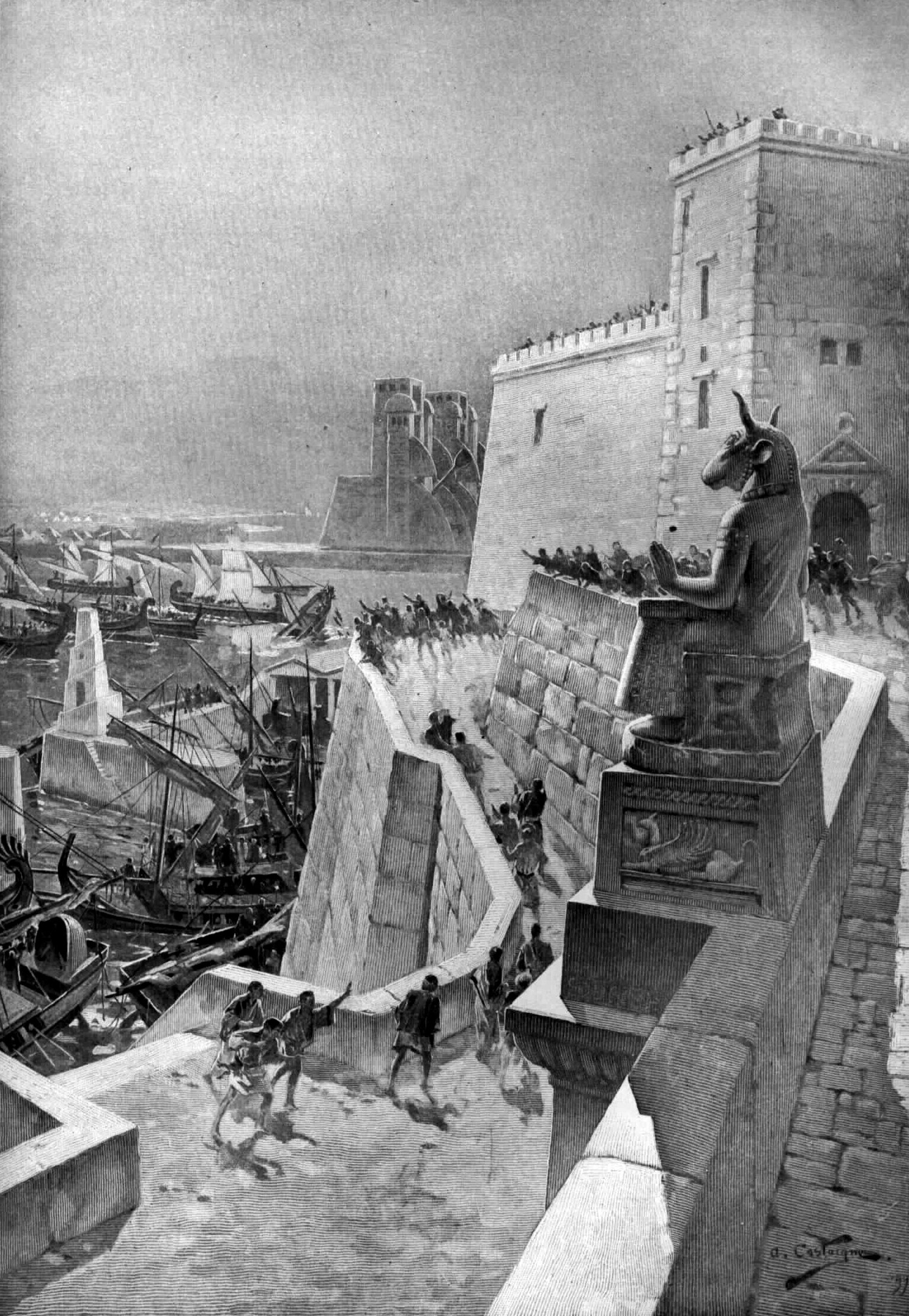
«Осада Тира». Гравюра Андре Кастеня 1898 или 1899 года

После победы при Иссе в ноябре 333 года до н. э. войска Александра вступили в Финикию. Тирийцы отправили к македонскому царю послов, среди которых был и сын Азимилка. Арриан подчёркивал, что на момент переговоров Азимилк находился вне Тира на персидском флоте под командованием Автофрадата. Переговоры оказались неудачными, и Александр начал осаду Тира, которая длилась семь месяцев с января по июль-август 332 года до н. э., а Азимилк вернулся в осаждённый город. Согласно античным историкам, тирийцы эвакуировали часть стариков, женщин и детей в Карфаген. Во время захвата Тира Азимилк находился в храме Мелькарта.
После захвата города македоняне распяли защитников Тира, а остальных жителей продали в рабство. Несмотря на жестокую расправу над городом, Александр помиловал Азимилка вместе со всеми кто находился в храме Мелькарта и даже сохранил за ним формальную власть над городом. Сам Тир заселили жителями близлежащих земель и передали в управление македонянам. Д. Грейнджер подчёркивает формальный характер власти Азимилка в городе, которая распространялась лишь на некоторые административные функции. Гарнизон в Тире возглавил македонский аристократ Филота.
Ю. Б. Циркин считал, что в тот момент, когда Азимилк покинул персидский флот и вернулся в Тир, он ослушался Дария III. Героический поступок царя, по мнению историка, оценили не только соотечественники, но и Александр, которому «на первом этапе восточного похода не чуждо было некоторое чувство рыцарства». Б. Г. Гафуров и Д. И. Цибукидис приводят собственную гипотезу, почему Александр уничтожил гражданское население и пощадил власть имущих, которые вместе с царём укрылись в храме Мелькарта. По их мнению, Александр не хотел портить отношения с местной финикийской аристократией, так как это могло бы лишить его поддержки в регионе.
После смерти Александра Македонского в 323 году до н. э. Финикия и Тир несколько раз переходили во власть различных диадохов — Лаомедона, Птолемея и Антигона, причём переход происходил военным путём. Однако Азимилк, согласно данным нумизматики, оставался формальным царём города вплоть до 309/308 года до н. э.

### Исследования
- Гафуров Б. Г., Цибукидис Д. И. Александр Македонский и Восток. — М.: Наука, 1980.
- Циркин Ю. Б. От Ханаана до Карфагена. — М.: АСТ, 2001. — (Классическая мысль). — ISBN 5-17-005552-8.
- Циркин Ю. Б. Эллинизация политического устройства городов Финикии // Мнемон: исследования и публикации по истории античного мира. — СПб., 2004. — № 3. — С. 185—202. — ISSN 1813-193X.
- Шахермайр Ф. Александр Македонский. — Ростов н/Д.: Феникс, 1997. — 576 с. — ISBN 5-85880-313-Х.
- Elayi J.[англ.]. An Updated Chronology of the Reigns of Phoenician Kings during the Persian Period (539—333 BCE) // Transeuphratène. — Paris, 2006. — № 32. — P. 11—43. Архивировано 30 июля 2020 года.
- Elayi J.[англ.]. The History of Phoenicia (англ.). — Atlanta, GA: Lockwood Press, 2018. — ISBN 978-1-937040-81-9.
- Grainger J. D. Hellenistic Phoenicia (англ.). — New York: Oxford University Press, 1991. — ISBN 0-19-814770-8.
- Heckel W. Who's Who in the Age of Alexander and his Successors. From Chaironea to Ipsos (338—301 BC) (англ.). — Barnsley: Greenhill Books, 2021. — 554 p. — ISBN 978-1-78438-648-1.